# Bătălia de la Sluis
Bătălia de la Sluis (în engleză Battle of Sluis, în franceză Bataille de L'Écluse) a fost o importantă bătălie navală din timpul Războiului de 100 de Ani. Desfășurată la 24 iunie 1340, în portul orașului Sluis, această bătălie a asigurat Angliei și aliaților săi supremația navală asupra Franței și controlul asupra Canalului Mânecii.

## Context
Odată cu începerea, în 1337, a conflictului militaro-politic dintre Anglia și aliații săi, pe de o parte, și Franța și aliații săi pe de altă parte, care a intrat în istorie ca Războiul de 100 de Ani, regele englez Eduard al III-lea a devenit interesat de portul Sluis "paradisul comercial" al orașului Brugge, acesta fiind un important centru al comerțului european în acea perioadă. După ce a adunat o importantă flotă către luna iunie, 1340, regele s-a apropiat de port, având de gând să-l ocupe, când dintr-o dată a fost avertizat de francezii care au capturat golful și s-au întărit acolo. Regele a decis să atace flota franceză.

## Desfășurare
Pe 22 iunie 1340 Eduard a pornit pe mare, adunând un număr maxim de nave (cca. 200). În largul coastei Flandrei forțelor engleze s-a alăturat un escadron sub comanda amiralului Robert Morley, astfel flota britanică atinsese 250 de nave. La 23 iunie flota engleză s-a apropiat de golful Sluis, aici bazându-se o flota franceză de până la 400 de nave (numai 190 fiind însă gata de luptă, cele mai multe dintre care au fost angajate de la genovezi). Flota engleză era comandată de amiralul Robert Morley, sub conducerea regelui Eduard al III-lea. Flota franceză, formată din trei escadrile, era comandată de amiralul Hugues Quiéret și de un oarecare genovez Barbavera. Francezii s-au aliniat în patru rânduri, dintre care primul era alcătuit din nave mai mari și mai puternice, care erau susținute de arbaleți genovezi. Escadronul englez era constituit în două linii, dintre care primul, la fel ca și la escadronul inamic, era completat de navele cele mai mari.
Bătălia a început pe 24 iunie. Amiralul francez a decis să le stopeze englezilor intrarea în port, dar navele britanice cu manevre complexe au putut să se întoarcă și să atace escadronul francez pe toate flancurile. Bătălia a durat toată ziua și sa încheiat cu înfrângerea completă a francezilor, datorită unei flexibilități și mobilități mai mare a navelor engleze. Pierderile francezilor au fost aproximativ 16 - 20.000 de oameni, fiind ucis în luptă însuși comandantul francez Quiéret. Béhuchet, potrivit lui Jean Froissart, a fost capturat de englezi și a fost spânzurat pe catarg. Barbavera și alți genovezi s-au salvat fugind pe mare. 

## Consecințe
Ca urmare a bătăliei englezii și-au asigurat superioritatea pe mare, în același timp, i-au privat pe francezi de posibilitatea de a efectua debarcarea în Anglia.
Cu privire la această bătălie britanicii glumeau antipatic, „Dacă Dumnezeu i-ar da peștelui posibilitate de a vorbi, el ar fi vorbit în franceză, fiindcă a mâncat o mulțime de francezi”.